# Mariä-Himmelfahrt-Kirche (Racławice Śląskie)

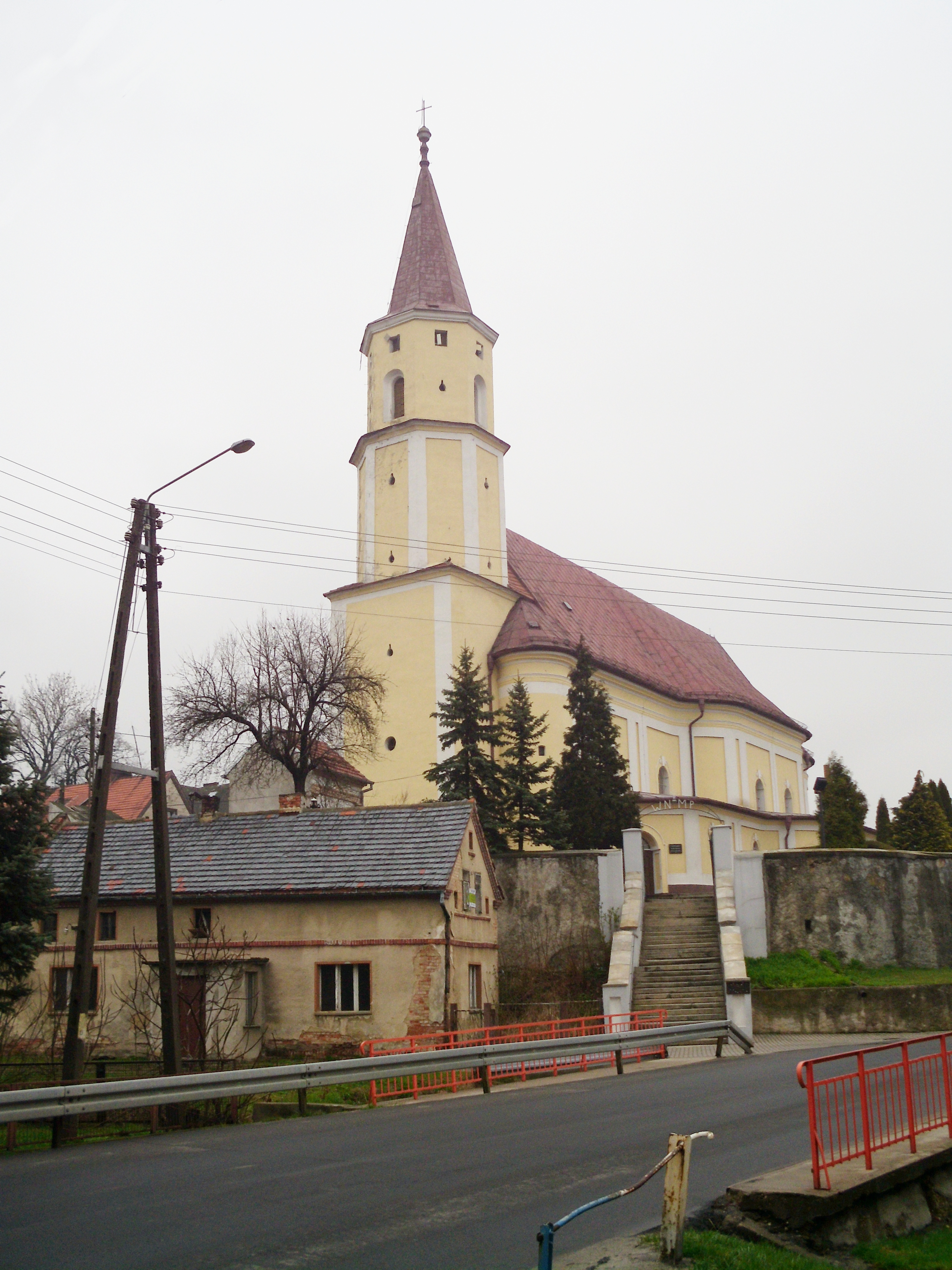
Mariä-Himmelfahrt-Kirche Westseite mit Glockenturm

Die Mariä-Himmelfahrt-Kirche (polnisch Kościół Wniebowzięcia Najświętszej Marii Panny) ist eine römisch-katholische Kirche in der schlesischen Ortschaft Racławice Śląskie (Deutsch Rasselwitz) in der Woiwodschaft Opole. Die Kirche ist die Hauptkirche der Pfarrei Mariä Himmelfahrt (Parafia Wniebowzięcia Najświętszej Marii Panny) in Racławice Śląskie.

## Geschichte
Eine Kirche wurde erstmals 1371 in Deutsch Rasselwitz erwähnt. Der steinerne barocke Kirchenbau entstand zwischen 1787 und 1789, nachdem der Vorgängerbau eingestürzt war. Errichtet wurde die Kirche vom Baumeister M. Clement. 1889 und 1908 wurde die Kirche saniert. 1930 wurde der Kirchenbau durch ein niedriges Seitenschiff und eine Kapelle erweitert.  
Die Kirche steht seit 1958 unter Denkmalschutz.

## Architektur und Ausstattung
Die im Stil des Barocks errichtete Saalkirche besitzt eine verputzte Außenwand und abgerundete Ecken. Das Langhaus steht auf einem elliptischen Grundriss mit Segelgewölbe. An der Westseite besitzt der Kirchenbau einen dreigeschossigen Glockenturm mit einem achteckigen Aufsatz und einem kurzen Turmhelm. 
Im Inneren befinden sich drei Altäre aus Marmor, die aus der Erbauungszeit der Kirche stammen. Die Kirche besitzt zwei Gemälde aus der Spätrenaissance. 